# ギュスターヴ・ル・ルージュ

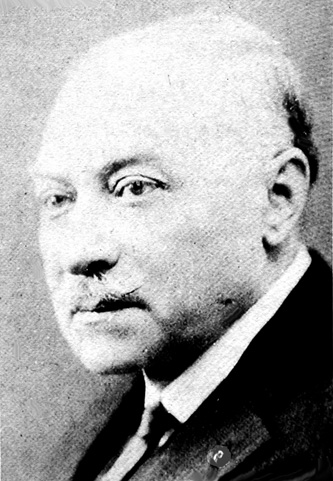
ル・ルージュ

ギュスターヴ・ル・ルージュ（Gustave Le Rouge, 1867年7月22日 - 1938年2月24日）は、フランスの著作家、ジャーナリスト。本名ギュスターヴ・アンリ・ジョゼフ・ルルージュ（Gustave Henri Joseph Lerouge）。フランス北部のマンシュ県ヴァローニュ（Valognes）出身。パリで没。

## 作風概説
ル・ルージュは何でも屋で、剣戟歴史小説から詩、ブリア＝サヴァランの注釈書、回想録、戯曲、探偵映画の脚本、エッセイ、評論など広範な分野で著作活動を行なったが、最も得意としたのはファンタジーやサイエンス・フィクションの要素を多く含んだ通俗冒険小説であった。
大衆小説というジャンルにおける彼の初期作品La Conspiration des Milliardaires (1899-1900) （億万長者たちの陰謀）、La Princesse des Airs (1902) （空の王女たち）、Le sous-marin "Jules Verne" (1902) （潜水艦“ジュール・ヴェルヌ”号）は、先行するジュール・ヴェルヌおよびポール・ディヴォワの影響を色濃く受けたものであった。その後の成功作、すなわちLe Mystérieux Docteur Cornélius (1911-12) （謎のコルネリウス博士）や、Le prisonnier de la planète Mars (1908) （火星の囚人）およびLa guerre des vampires (1908) （吸血鬼戦争）という火星を舞台にした連作、などにおいては亜流からの脱却が見られる。『謎のコルネリウス博士』は、人の外観を別人に作り変えてしまう不吉な人物コルネリウス・クラム博士を主人公にした物語であり、ル・ルージュの代表作と見なされている。ただしジャック・サドゥールは、『火星の囚人』は現代人の鑑賞に耐え得るのに対し、『謎のコルネリウス博士』は退屈で脱線が多く評判倒れな作品である旨を述べている。
ルルージュは科学的整合性というものを全く気にかけず、極めて個性的なスタイルで創作を行なった。彼の作風は合理主義と神秘主義、冒険と色恋沙汰が交互に出現する点に特徴がある（前者に特化したヴェルヌとはその点で差異がある）。彼のサイエンス・フィクションはモーリス・ルブラン、ガストン・ルルー、そして特にモーリス・ルナールに影響を与えた。
La Conspiration des Milliardaires （億万長者たちの陰謀）、Todd Marvel, détective milliardaire （富豪探偵トッド・マーヴェル）に見られるようにルルージュは帝国主義を嫌悪し、そのため骨の髄まで反米的であり、結果的には無政府主義と社会主義の間を揺れ動いていた。
その豊富な想像力により、ギュスターヴ・ルルージュは生気のある、魅力的な（時に譫妄的な）作品群を生み出し、シュルレアリストたちから注目されるようになった。しばらくの間は忘れ去られていたが、ブレーズ・サンドラールのL'Homme foudroyé (1945) （雷に打たれた人間）中で紹介されたことにより今日のフランス語圏では比較的よく知られている。1970年代の終わり以降はフランシス・ラカサンの推薦により再刊が進められた。

## 経歴
ギュスターヴ・ル・ルージュは建築系の中小企業家の息子であった（彼自身も長じてからは妻のソフィと共に建築業を営んだ。弟のポールは役人になった）。一家は幸福な中産階級で、祖父は長年レヴィル（Réville）の市長を務めた人物であった。
彼は初等教育を公立の小学校で受け、ヴァローニュのコレージュ（中等学校）を経てシェルブールのコレージュに進んだ（1881年）。1886年6月に大学入試資格を取得。海事学校への入学も検討するが、カーンの大学に入って1889年9月に学士号を取得。在学中には、地方の週刊紙Le Matin Normand の編集助手として働いた。また文学誌Les Abeilles Normandes を小規模に発行。
学業を続けるためパリに上京。ボヘミアン的生活を送りつつマイナー雑誌で記事や詩を書く（初めて署名付きで記事が採用されたのは1890年、La Revue septentrionale 紙への寄稿）。寸劇の脚本も執筆したほか、鉄道会社社員、サーカスの事務官、人形使い、歌手、役者、編集者など職を転々とする。この時期は彼にとって困窮の時代であった。
1890年3月に詩人ポール・ヴェルレーヌと出会い、親友となる。ヴェルレーヌは最期の食事をル・ルージュと共にしている。
ル・ルージュはF・A・カザル（F.-A. Cazals）と共著で、序文にはモーリス・バレスを起用し、Les derniers jours de Paul Verlaine （ポール・ヴェルレーヌ最期の日々）という題のドキュメンタリーを刊行している（1911年）。
1899年、ギュスターヴ・ギットン（Gustave Guitton）と組んで『億万長者たちの陰謀』の連載を開始した。このコンビは共作を続け、Les Conquérants de la mer (1902) （海の征服者たち）、 『空の王女たち』 (1902)、『潜水艦“ジュール・ヴェルヌ”号』 (1903)を生み出したが、1903年に不和になり、『海の征服者たち』改訂版はギットンの単著として刊行されるに至った。
この時期、ル・ルージュはチュニジアに二度の滞在を行なっている（1901年、1902年）。クルーミル（Khroumire）地方では農業を試し、またLa Voix de la France という題の新聞を発行し、たった4号で廃刊となったが6000フランの収益を上げた。
1902年11月8日、モデル兼デザイナーの「リリ」（"Riri"）ことジュリエット・アンリエット・トッリ（Juliette Henriette Torri, 1874-1909）という女性と結婚するが、1909年には彼女を亡くした。
第一次大戦では、マルヌ会戦後から終戦までの間従軍記者として働き、L' Information 紙およびLe Petit Parisien 紙に寄稿した。スイスの詩人ブレーズ・サンドラールと知り合ったのは1919年、Le Petit Parisien 紙時代のことであった。ル・ルージュに心酔したサンドラールは後にその人物像を『雷に打たれた人間』 (1945)、La Perle fiévreuse (1922) 、 Bourlinguer (1948) において（脚色を加えつつ）描いている。
1920年9月14日、彼はフランソワーズ・アドリーヌ・ヴィアルー（Françoise Adeline Vialloux, 1882-1941）という若い女性と再婚した。夫婦はラクロワ通りの落ち着いたアパートに居を構えた。ル・ルージュは『富豪探偵トッド・マーヴェル』(1923)などの新作執筆を続け、また旧作の再刊も（しばしば改題と共に）行なった。
ギュスターヴ・ル・ルージュはラリボワズィエール病院（l'hôpital Lariboisière）にて、1938年2月24日、前立腺癌で死亡した。彼は学術功労棕櫚勲章（Ordre des Palmes académiques）叙勲者である。

## 作品リスト
ブレーズ・サンドラールが『雷に打たれた人間』中で断言したところによると、ル・ルージュには合計312編の作品がある。フランシス・ラカサンは163冊の著書を数え、仮綴本の類は73点になると見積もっている（『火星の囚人』の1976年版の前書きによる）。
- L'Infidèle punie (1895 ?) ： 戯曲
- Contes à la vapeur pour rire en wagon, contes (1898 ?) ：ギュスターヴ・ギットン（Gustave Guitton）との共作
- Le Quartier Latin, Flammarion, 1899 ：ジョルジュ・ルノー（Georges Renault）との共作。エッセー
- Le Marchand de nuages, 1899 ： 詩集
- La Conspiration des Milliardaires (1899-1900) ： ギュスターヴ・ギットンとの共作
- Les Conquérants de la mer  (1902) ：ギュスターヴ・ギットンとの共作
- La Princesse des Airs (1902) ：ギュスターヴ・ギットンとの共作 ： "aéroscaphe"（空中船）を用いての難船者探索が描かれる。
- Le Sous-marin "Jules Verne"  (1902) ：ギュスターヴ・ギットンとの共作。明らかにジュール・ヴェルヌの『海底二万里』に触発された作品。
- L'Esclave amoureuse (1904) ： 恋愛小説
- La Fiancée du déserteur (1904)
- Le Voleur de Visages (1904) ： "Mystérieux Docteur Cornélius"(1912) の原型
- L'Espionne du grand Lama (1905)
- Les Écumeurs de la Pampa (1905)
- La Reine des éléphants (1906)
- Le Secret de Madame Gisèle (1908 ?)
- Le Prisonnier de la planète Mars (1908) ： インドの修行僧数千人の念力を結集しての火星旅行が描かれる。
- La Guerre des vampires (1909) ： 上記の続編
- Les derniers jours de Paul Verlaine  (1911) ：F・A・カザル（F.-A. Cazals）と合作。文学論の本。
- Le Secret de la châtelaine (1912) ： 長編小説
- La Mandragore magique (1912) ： エッセイ
- Turquie (1912) ： 評論集
- Le mystérieux docteur Cornélius (1912-1913) ： マッド・サイエンティストによる"carnoplastie"（肉体造形術）の発明を巡る冒険譚。
- La Vengeance du Docteur Mohr (1914)
- Le Fantôme de la danseuse (1914)
- Le Masque de linge (1914)
- La Rue hantée (1914)
- Nos Gosses et la guerre (1915)
- Nos Bêtes et la guerre (1915)
- Eux et nous (1915) ： エッセイ
- 探偵映画 Charley Colms (1915) の脚本
- Le Tapis empoisonné (1916)
- Le Crime d'une midinette (1916)
- Le Fils du naufrageur (1916)
- La Seconde femme (1916)
- Reims sous les obus (1917) ： ドキュメンタリー
- L'Espionne de la marine (1917) ： スパイ小説
- Le Journal d'un otage (1917) ： ドキュメンタリー
- Le Carnet d'un reporter (1918) ： ドキュメンタリー
- Mademoiselle Jeanne (1918)
- L'Héroïne du Colorado  (1918)：アンリ・ド・ブリセー（Henry de Brisay）と合作
- Amis d'enfance (1919)
- Un Drame de l'invasion (1920)
- La Gazette des Ardennes  (1920)：ルイ・シャスロー（Louis Chassereau）と合作
- Mystéria (1921)
- L'Héritière de l'île perdue (1922)
- Savoir manger (1922)： ブリアット＝サヴァランに関する評論書
- La Dame noire des frontières (1923)
- Todd Marvel, détective milliardaire (1923)
- Les Chefs-d'œuvre de la littérature fantastique (1924) ： アンソロジー
- Les Chefs-d'œuvre de l'occultisme (1925) ： アンソロジー
- Un Coup de sang (1927)
- La Vallée du désespoir (1927-28)
- Verlainiens et décadents (1928) ： 回想録
- Le Mystère de Blocqueval (1929) ： 恋愛小説
- Derelicta (1930) ： 詩集

## 映像化
Le Mystérieux Docteur Cornélius (1911-12) （謎のコルネリウス博士）は、ジェラール・デザルト（Gérard Desarthe）を主演（コルネリウス博士役）に据えて、同タイトルでテレビ化されている（フランス、1984年）。→fr:Le Mystérieux Docteur Cornélius (feuilleton télévisé)